# Adrián Ávila
Adrián Marcelo Avila (nacido en Granadero Baigorria el 4 de julio de 1972) es un exfutbolista argentino. Se desempeñaba como marcador de punta derecha y su primer club fue Rosario Central.

## Carrera
Debutó en el canalla el 12 de septiembre de 1993, en un encuentro ante Belgrano, que finalizó 1-1, válido por la primera fecha del Torneo Apertura; el entrenador de Central era Vicente Cantatore. Su permanencia en el club de Arroyito no se prolongó mucho más (disputó otros dos partidos en el mismo certamen), y en 1994 pasó a Argentino de Rosario. Luego continuó en Almagro, hasta que en 1996 llegó a Tigre, club en el que jugó durante cinco temporadas y consiguió ascender a la Primera B Nacional en 1998. En esta institución se retiró en 2001.

## Clubes
| Club                | País      | Año       |
| ------------------- | --------- | --------- |
| Rosario Central     | Argentina | 1993      |
| Argentino (Rosario) | Argentina | 1994-1995 |
| Almagro             | Argentina | 1995-1996 |
| Tigre               | Argentina | 1996-2001 |

## Palmarés
| Equipo | País      | Título                       | Año  |
| ------ | --------- | ---------------------------- | ---- |
| Tigre  | Argentina | Ascenso a Primera B Nacional | 1998 |